# Сююмбике
Сююмбике́ (Сююн-бике, Сюенбике, Сююнь-бике)(тат. Сөембикә, род.? — после 1554 года, Касимов) — татарская ханша Казанского ханства (1549—1551).
Жена казанских ханов Джан-Али, Сафа-Гирея и Шах-Али, дочь бия Ногайской Орды Юсуфа. Занимает важное место в коллективной памяти татарского народа как легендарная правительница. Является их поэтическим символом. Одна из первых мусульманских правительниц в мировой истории.

## Биография
Вероятно, что царицу звали Сююн, а «Сююн-бике» (Любимая госпожа) — имя, данное народом, за то, что она пыталась вникнуть в его тяготы и ослабить их. Была дочерью мурзы (впоследствии бия) Ногайской Орды Юсуфа. По национальности являлась ногайской татаркой. В июле 1532 года в Москву отправилось посольство на получение согласия брака между Джан-Али и Сююмбике. На момент замужества ей было около 12-13 лет. Первоначально родня Сююмбике поддерживала Джан-Али, однако брак по расчету не возбудил нежных чувств в супруге, и вскоре они изменили отношение к юному хану. В сентябре 1535 года русский посол в Ногайской Орде Д. Губин сообщал московскому руководству — «А к Юсуфу, государь, ис Казани дочь присылала, Яналеева царици, сказывают, государь, Яналей царь ее не любит». Юсуф послал к казанским князям, чтобы «Яналея царя с Казани сослали, в дочерь его ему отдали». Однако 25 сентября 1535 года местная казанская знать «князю Ивану Васильевичу изменили, Аналея царя убили». На престол снова взошел Сафа-Гирей, а имя Сююмбике пропало из источников до 1546 года. В «Казанской истории» это объясняется тем, что она находилась у отца в Ногайской Орде и только в 1546 году была выдана за Сафа-Гирея. Г. Н. Моисеева считала, что она находилась в Казани и была в статусе полон. С первой частью утверждения согласен Б. Р. Рахимзянов.
В 1547 году у Сююмбике и Сафа-Гирея родился сын Утямыш-Гирей, а в 1549 неожиданно умер хан. Историки А. В. Беляков и М. В. Моисеев замечают: «(Неожиданная) смерть Сафа-Гирея выдвинула „красносолнечную“ царицу на авансцену истории». На тот момент ей было около 30 лет. Согласно «Казанской истории», Сафа-Гирей своим наследником назначил двухлетнего Утямыша и назначил регентшей Сююмбике. Однако на тот момент среди казанской знати была ожесточенная борьба за то, чей претендент встанет у власти. У сторонников союза с Москвой были связи с ханом Шах-Али, у сторонников дружбы с Крымом — старший сын Сафа-Гирея. При любом исходе не находилось места для Утямыша как казанского хана. Родня Сююмбике приняв меры к тому, чтобы она осталась у власти предложила выдать ее за Шах-Али, шансы воцарения которого все больше увеличивались. Юсуф и его сыновья посылали письма с предложением выдать царицу за бывшего хана. Сююмбике же предстояло решить на какую из партий надежнее положиться, на крымскую или московскую. Решением стало приблизить к себе улана Кощака, главу крымцев в Казани. По словам Г. Н. Моисеевой, она «дала ему все полномочия временщика и нашла опору в ханской гвардии, которая провозгласила казанским царем Утемыш-Гирея».
По данным из «Казанской истории», царица вступила в отношения с Кощаком, ходили слухи о их любви, о которых знали не только в Казани, но и в Москве. По словам А. В. Белякова и М. В. Моисеева: «Сложно сказать, что реально связывало Кучака и Сююн-бике». Они проводили политику лавирования, но с креном в крымскую сторону. Позже Кощак, почувствовав что казанцы их предадут, спешно бежал. Он же далее был пойман и казнен русскими воинами при попытке переправы через Вятку.
11 августа 1551 года на Казанском устье княз Петр Семенович Серебряный встречал Сююмбике и Утямыш-Гирея, и вечером этого же дня они уже въехали в Свияжск. 5 сентября все они прибыли в Москву, оказавшись в плену.

## Образ в культуре
…И была царица Казанская

Так прекрасна, умна, рассудительна,

Что подобно ей не было женщины

Среди жен всех казанских и девушек

Даже в стольной Москве нашей царственной.

Между жен, дочерей наших княжеских

Отыскать нелегко ей соперницы…

Существует парсуна «Сююмбике с сыном Утямышем», которая по разным оценкам могла быть создана как в XVII–XVIII веке, так и не ранее начала XIX столетия. Русские писатели XVIII — начала XIX веков не раз обращались к образу Сююмбике в своих работах. В 1779 году (по другим данным в 1778) М. М. Херасковым была создана эпическая поэма «Россияда». В 1806 году С. Н. Глинкой была написана трагедия «Сумбека, или Падение Казанского царства». В 1810 году А.Н. Грузинцевым в Петербурге была создана пьеса «Покоренная Казань, или милосердие Царя Иоанна Васильевича, проименованного Грозным». В 1814 Г. Р. Державин написал оперное либретто «Грозный, или Покорение Казани». В этом же году М.С. Рыбушкин написал трагедию «Иоанн, или взятие Казани». В произведении 1839 года «Нурмека» Н. А. Дуровой упоминается Сююмбике. 31 августа этого же года Александринский театр должен был открыться с премьерой балета «Сумбека, или покорение Казанского царства», но в силу определенных обстоятельств спектакль был заменен другой трагедией. Его показали 3 ноября 1832 года.

В начале XX века начинают выходить отдельные исторические работы, посвященные Сююмбике. Татарские исследователи, включая Хади Атласи, в своих работах использовали данные русских историков и летописные источники. Однако их трактовка образа Сююмбике существенно отличалась. В русской историографии её часто изображали привлекательной, но вероломной правительницей. В них образ Сююмбике был холодным и расчетливым, расписанным с вражеской позиции. В отличие от этого, татарские авторы создали иной портрет – образ мудрой и прекрасной женщины, чья личная драма стала отражением трагедии всего народа. В их интерпретации Сююмбике предстает как символ скорби и достоинства. В начале ХХ в. в самых разных сферах татарской культуры активно использовалось имя царицы. Обращение к образу Сююмбике было призвано подчеркнуть татарскую самобытность, особость. Кроме того, последняя царица Казани стала символом зарождавшегося в то время татарского женского движения, женской эмансипации. Имя и образ Сююмбике использовались в самых разных сферах: просвещении, торговле, искусстве и частной жизни.

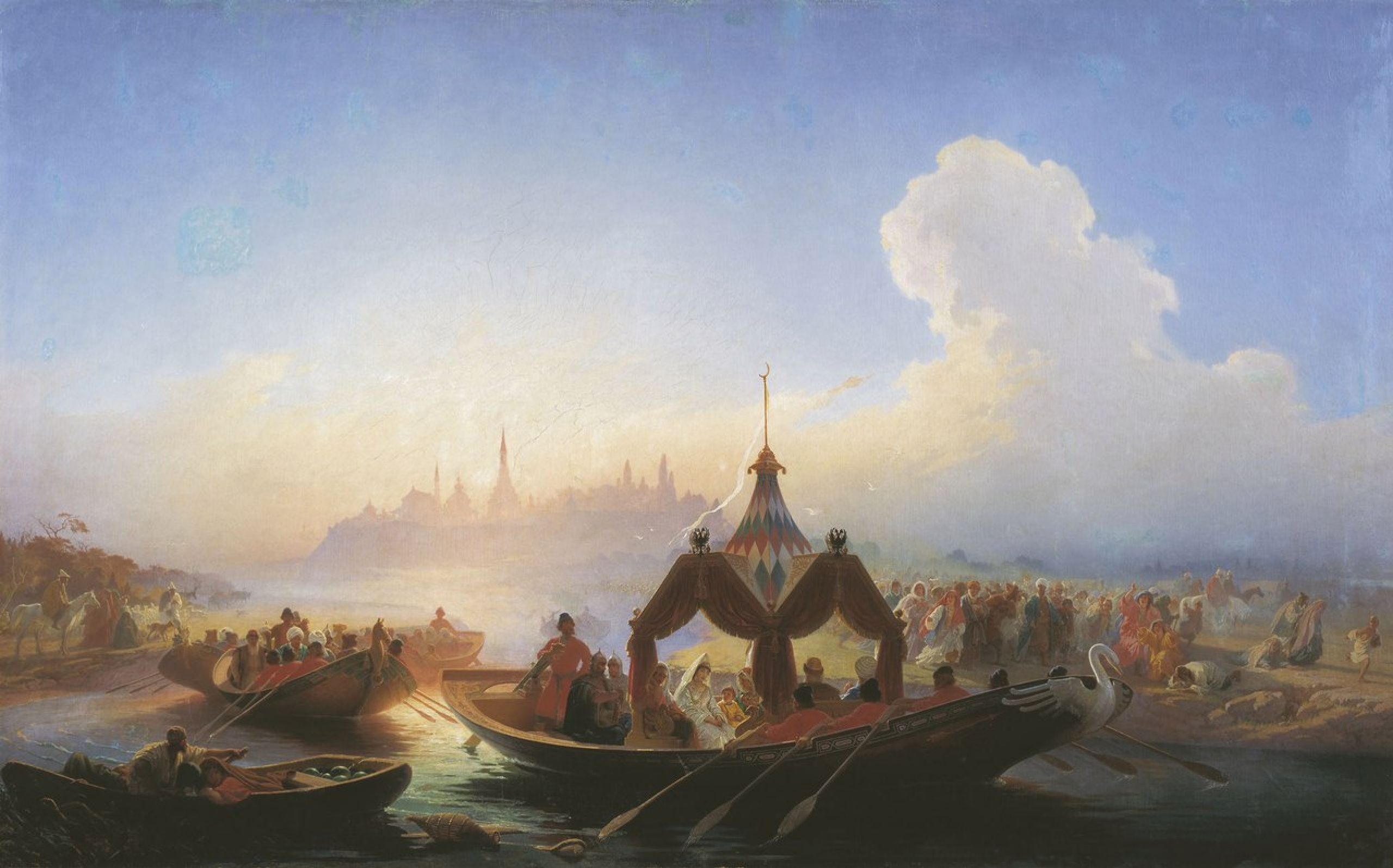
Пленённая царица Сююмбике, покидающая Казань. В. Г. Худяков, 1870.

В 1870 г. завершил масштабную картину «Плененная царица Сююмбике, покидающая Казань» симбирский художник Василий Худяков. В 1909 г. Мусульманское благотворительное общество города Троицк открыла татарскую начальную школу «Сююмбике». В 1910 году была создана пьеса, повествующая о последних днях Казанского ханства и Сююмбике. Текст и авторы пьесы неизвестны. В 1913 году было написано небольшое эссе о Сююмбике Фатихом Амирханом. Также в 1913 году начали издавать первый татарский женский журнал «Сююмбике». В этом же году была написана пьеса «Сююмбике» Фазыла Туйкина, которая на данный момент считается утерянной. На рубеже XX века впервые увидел свет татарский баит, посвященный Сююмбике. В 1912 году была издана книга «Сөембикә хәлләре», составленная Габделгаллямом Рашиди - имамом из деревни Чиртуш Чистопольского уезда. Эта брошюра была повторно опубликована в 1915 году. Последующие записи народных баитов о Сююмбике, собранные в разных регионах, в целом повторяли версию, представленную Габделгаллямом-хазратом. Фольклористы отмечают, что в работе Рашиди прослеживается влияние как публикаций Ризаэтдина Фахретдина, так и плача царицы Сююмбике, описанного в «Казанской истории». В отличие от традиционных баитов, которые обычно создавались сразу после описываемых событий, произведения о Сююмбике представляют собой стилизацию под этот фольклорный жанр. Они появились значительно позже - на границе XIX и XX столетий. Возникновение таких художественных обработок, вероятно, было связано с общими культурными тенденциями того периода. В 1916 году был написан рассказ о Сююмбике писателем Шагитом Ахмадеевым. Гали Хайдаром была написана трагедия «Шахгали хан», поставленная в 1918 году 4 мая. Роль Сююмбике сыграла Фатима Ильская. В 1928 году была инсценирована историческая легенда М. Заитова «Сююмбике» («Ханбика»). В торговле конца XIX – начала ХХ века часто фигурировал образ Башни Сююмбике. 
Образ Сююмбике нашел свое отражение и в музыкальном искусстве. В начале ХХ века казанский музыкант Вали Апанаев сочинил инструментальную пьесу «Сююмбике», а позже ее образ присутствовал в самом известном татарском музыкальном произведении первой половины ХХ в. – балете «Шурале» Фарида Яруллина.
В этот период татары стали чаще давать детям тюркские и исторические имена вместо традиционных мусульманских, о чем писали как казанские газеты, так и тревожно отмечали русские авторы. К примеру, это имя носили дочь театрального критика Габдрахмана Карама, племянница Гаяза Исхаки, дочь Сайфи Кудаша.

В 1978 году Баки Урманче создал скульптурный портрет Сююмбике. В 1979 году Софией Губайдуллиной была создана пьеса «Сююмбике». В 1982 году Бахрие Учок добавила информацию о Сююмбике в раздел о регентшах в свою книгу «Женщины-правительницы в мусульманских государствах». В 1992 году (по другим данным 1994) М. Хабибуллиным было написано произведение «Сөембикə ханбикə һəм Иван Грозный» («Сююмбика ханбика и Иван Грозный»). В этом же году Рабитом Батуллой, опираясь на труды историков Х. Атласи, М. Худякова и консультируясь с М. Усмановым, А. Каримуллиным, Р. Фахретдиновым, был написан роман «Сююмбике». В 1993 году была написана историческая драма «Хан кызы» («Ханская дочь»), опирающаяся на мифы и легенды и смерти Сююмбике писателем Ризваном Хамидом.В 1999 году в ТГАТОиБ им. М. Джалиля состоялось концертное исполнение оперы Бату Мулюкова на либретто Назима Ханзафарова «Сююмбике» в музыкальной редакции Игоря Лацанича. По мнению В. Р. Дулат-Алиева:
«Опера примечательна тем, что впервые на сцену вышли не легендарные персонажи, а реальные фигуры средневековой истории Казанского ханства»
Лирико-драматический образ царицы становится стержнем в историческом масштабном оперном сочинении, канву которого обогатили хоровые и симфонические эпизоды, ансамблевые сцены. По признанию либреттиста, Сююмбике – легендарная личность, любимая татарским народом, и опера отвечает его духовным потребностям. 
 «Я стремился отразить народную драму, связанную с крушением Казанского ханства, потерей многовековых культурных ценностей. В этой опере Сююмбике жертвует собою ради мира и спокойствия народа, родной земли»
7 декабря 2011 г. состоялась премьера арт-оперы «Крыло Сююмбике», написанной композитором Эльмирой Галимовой на либретто Флеры Янышевой. Основу либретто составил биографический материал из жизни царицы Сююмбике и легенды, связанные с этой выдающейся личностью. В 2018 г. на сцене театра состоялась премьера оперы «Сююмбике» Резеды Ахияровой на либретто Рената Хариса, в которой историческая тема, по мнению В. Р. Дулат-Алиева, была воссоздана с помощью историко-описательного и биографического методов. Создатели оперы сумели добиться гармоничного синтеза «исторического воображаемого» с легендарно-символическим материалом. В мае 2020 года писательницей Ольгой Ивановой была опубликована книга «Сююмбике» из трилогии «Повелительницы Казани».
В апреле 2021 года была представлена кантата «Хәтер» (Память) о царице Сююмбике Луизой Батыр-Булгари, состояющую из двух частей: Первая часть — «Сөембикә моңы» («Песнь-плач о Сююмбике»), которую исполнила Саида Мухаметзянова, Вторая часть– «Сөембикә манарасы» («Сказание о башне Сююмбике»), исполнил Ильнар Шарафутдинов. 

## Сююмбике в историографии

### Российская историография
В «Истории государства российского» первые упоминания о ней появляются  в связи с «дозволением», которое дал Василий III московскому ставленнику Джан-Али — жениться на Сююмбике. Далее он упоминает ее в связи с со смертью хана Сафа-Гирея в марте 1549 года, когда «прекрасная» царица, которая была «любезнее всех иных жен» для своего мужа внезапно стала регентом Утямыш-Гирея. Упомянул он также и о том, что «вдовствующая царица... то плакала над (младенцем), то веселилась со своим любовником, крымским уланом Кощаком». Карамзин думал, что Кощак собирался убить молодого хана, став таким образом царем. Говоря о выдаче Сююмбике казанцами он подмечает, что этот шаг с их стороны был вынужденным, так как «не только Сююмбика, но и вся Казань проливала слезы, узнав, что сию несчастную как пленницу выдают государю московскому», красочно и в деталях, явно заимствованных из «Казанской истории», описывая ее отъезд из Казани. После этого он упоминает ее в контексте женитьбы с Шах-Али.
Историк-любитель Николай Баженов написал свою «Казанскую историю», где затронул фигуру Сююмбике. В первой части работы он написал о факте женитьбы Джан-Али и Сююмбеки. Далее он упомянул ее после момента смерти Сафа-Гирея, когда она стала руководить государством. Историк также пишет о том, что Юсуф, решив обмануть Ивана Грозного, предложил ему выдать Сююмбике за Шах-Али для того, чтобы «обеспечить высокое состояние (ее) и упрочить трон для Утемиша-Гирея». По Баженову, после строительства Свияжска казанцы уже хотели покориться русским, но крымские выходцы были против. После его бегства, как он пишет, казанцы «покупая мир... готовы были отдать» русским Сююмбике с сыном и семьями крымцев. Далее, после факта их отъезда, повторяется рассказ об этом процессе, скопированный из «Казанской истории». Других данных в работе не содержится.

### Татарская историография
В 1903 году биографический очерк о ней был включен в книгу Ризаэтдина Фахретдина «Знаменитые женщины», а в 1908 году этот же материал напечатали в журнале «Шура». В 1910 году Гайнетдин Ахмаров в своей книге «История Казани» также обратился к образу Сююмбике. Еще раньше он выступал с лекцией о ней в «Восточном клубе». Наиболее значимым исследованием о казанской правительнице стала монография Хади Атласи «Сююмбике», изданная в 1914 году. Это была первая работа, полностью посвященное ее жизни и деятельности.

## Память
- 12 ноября 2015 года в Касимове была проведена Всероссийская научно-практическая конференция «Сююн-бике – выдающаяся женщина и правительница (к истории связей татарских государств в XVI веке)»[55].
- 18 декабря 2019 года в Институте истории им. Ш.Марджани АН РТ состоялась научно-практическая конференция «Татарская царица Сююмбике: от исторической реальности до исторической памяти»[9].
- В Казани 27 октября 1913 года о 8 января 1918 года издавался журнал «Сююмбике», после чего закрылся. В начале 90-х снова стал издаваться под тем же названием[56][57][58].
- В Набережных Челнах по постановлению № 300/2 от 3 мая 1992 Ленинский проспект переименован в проспект Сююмбике[59][4].
- 10 июня 2022 г. в городе Касимов был открыт памятник Сююмбике[60][61][62].
- В 2013 году был снят фильм «Сокровища О. К.», в котором роль Сююмбике сыграла Анора Халматова[63][64].
- В Казанском кремле имеется архитектурный памятник «Башня Сююмбике»[65].
- Улица Сююмбике есть в Астане[66], Нижнекамске[67], а также в Азнакаевском районе[68].
- В Набережных Челнах в 2024 году открылась мечеть «Сююмбике[тат.]»[69][70].
- В Национальном музее Республики Татарстан имеется экспозиция «Сады Сююмбике»[71].
- В Анкаре есть мост, названный именем «Сююмбике»[72].